# Resolució 806 del Consell de Seguretat de les Nacions Unides
La Resolució 806 del Consell de Seguretat de les Nacions Unides, fou adoptada per unanimitat el 5 de febrer de 1993. Després de recordar les resolucions 687 (1991), 689 (1991) i 773 (1992) a més d'un informe del Secretari General Boutros Boutros-Ghali, el Consell, en virtut del Capítol VII de la Carta de les Nacions Unides, va garantir la inviolabilitat del límit internacional entre Iraq i Kuwait adoptant mesures per fer-ho, després de les incursions iraquianes a la zona zona desmilitaritzada el gener de 1993.
La resolució va demanar al Secretari General que planegés un reforçament de la Missió d'Observació de les Nacions Unides per a l'Iraq i Kuwait (UNIKOM) i que executés un desplegament de personal per etapes. Sota aquesta disposició, la UNIKOM es convertiria en una força armada, amb un batalló d'infanteria de 908 membres bengalès que complementi el grup d'observadors. Al mateix temps, va concedir a UNIKOM la possibilitat d'evitar violacions a la zona desmilitaritzada.
El Consell va concloure reafirmant que la propera revisió de les novetats relatives a la UNIKOM tindrà lloc a l'abril de 1993.